# Маркос Боцаріс
Ма́ркос Боца́ріс (грец. Μάρκος Μπότσαρης, 1790 — 1 серпня 1823) — грецький воєначальник у визвольному повстанні 1821—29 років проти османських загарбників, ватажок сулітів.
Походив із впливової родини гірської общини Сулі. Вступивши до таємної революційної організації «Філікі Етерія» у 1814 р., сформував військові загони. Боцаріс організував захист Месолонгіона (1822—23 роки).
У 1823 році призначений Національними зборами Греції головнокомандувачем повстанців у Етолії. У ніч на 21 серпня 1823 року Боцаріс з невеликим загоном напав на значно численніші сили загарбників поблизу міста Карпенісіон. Турки були розбиті, проте сам Боцаріс загинув у бою.